# Дискографија групе Maroon 5
Амерички бенд Maroon 5 објавио је шест студијских албума, три албума уживо, два компилацијска албума, један ремикс албум, три ЕПа, двадесет и седам синглова, осам промотивних синглова и двадесет и три спота.
Бенд је формиран 1984. године под називом Kara's Flowers, а њихов први албум We Like Digging? објављен је 1995. године. Уговор са издавачком кућом Reprise Records потписали су 1997. године и објавили албум The Fourth World. Након неколико година паузе бенд се поново оформио и променио назив у Maroon 5.
Maroon 5 потписао је уговор са издавачком кућом Octone Records и снимио свој деби албум Songs About Jane који је објављен 25. јуна 2002. године, а нашао се на врховима листа у Аустралији, Француској, Ирској, Великој Британији и на Новом Зеланду. На албуму се нашло пет синглова, а главни албумски сингл Harder to Breathe нашао се на 6. месту америчке листе Билборд 200. Други и трећи сингл са албума This Love и She Will Be Loved били су били хитови широм света 2004. године. Током нарендих година бенд је имао турнеју где је промовисао албум и објавио два албума уживо 1.22.03.Acoustic  (2004) и Live – Friday the 13th (2005).
Године 2006. бубњар Рајан Дусик напустио је бенд, а заменио га је Мет Флин, који је са Maroon 5 снимио други студијски албум It Won't Be Soon Before Long, објављен 22. маја 2007. године. Албум се нашао на првом месту листе Билборд 200, а на њему се нашло пет синглова. Први и најистакнутији албумски сингл Makes Me Wonder постао је први сингл групе Maroon 5 који се нашао на америчкој листи Билборд хот 100.
Трећи студијски албум Hands All Over објављен је 21. септембра 2010. године и нашао се на другој позицији листе Билборд 200. Албумски сингл Misery нашао се међу 15. највећих хитова на Билборд хот 100 листи, а четврти сингл Moves Like Jagger био је на 1. месту листе Билборд хот 100.
Четврти студијски албум Overexposed објављен је 26. јуна 2012. године и нашао се на 2. месту листе Билборд 200. Албумски синглови Payphone и One More Night нашли су се на прва два места листе Билборд хот 100 и постали међународни хитови. Трећи сингл Daylight био је међу десет највећих хитова у Сједињеним Државама и Канади, као и међу 40. најбољих у многим другим земљама.
У септмебру 2014. године бенд је објавио пети студијски албум под називом V, који се нашао на врху листе Билборд 200. Албумски сингл Maps био је на 6. позицији листе Билборд хот 10, а други сингл Animals на 3. месту исте листе, док је трећи сингл Sugar био на другој позицији.
Шести студијски албум Red Pill Blues објављен је 3. новембра 2017. године и освојио је платинумски сертификат од стране Америчког удружења дискографских кућа.

## Албуми

### Студијски албуми
| Назив                        | Детаљи | Позиција | Позиција | Позиција | Позиција | Позиција | Позиција | Позиција | Позиција | Позиција | Позиција | Сертификати | Број проданих примерака                             |
| Назив                        | Детаљи | САД      | АУС      | КАН      | ФРА      | НЕМ      | ИР       | ИТА      | НЗ       | ШВА      | УК       | Сертификати | Број проданих примерака                             |
| ---------------------------- | --- | -------- | -------- | -------- | -------- | -------- | -------- | -------- | -------- | -------- | -------- | --- | --------------------------------------------------- |
| Songs About Jane             | - Датум објављивања: 25. јун 2002. (САД) - Издавачка кућа: J Records, Octone Records - Формат: ЦД, винил, дигитално преузимање            | 6        | 1        | 3        | 1        | 5        | 1        | 10       | 1        | 12       | 1        | - RIAA: 4× Платина - ARIA: 5× Платина - BPI: 6× Платина - BVMI: Платина - FIMI: Златно - IFPI ШВА: Златно - MC: 3× Платина - RMNZ: 5× Платина - SNEP: 2× Златно | - САД: 5,149,000 - УК: 2,019,827 - Свет: 10,000,000 |
| It Won't Be Soon Before Long | - Датум објављивања: 22. мај 2007. (САД) - Издавачка кућа: A&M/Octone Records - Формат: ЦД, винил, дигитално преузимање                   | 1        | 5        | 2        | 13       | 6        | 3        | 4        | 2        | 6        | 1        | - RIAA: 2× Платина - ARIA: Платина - BPI: Платина - FIMI: Златно - IRMA: Златно - MC: Платина - RMNZ: Златно                                                    | - САД: 2,379,000 - УК: 413,451                      |
| Hands All Over               | - Датум објављивања: 21. септембар 2010. (САД) - Издавачка кућа: A&M/Octone - Формат: ЦД, винил, дигитално преузимање                     | 2        | 7        | 5        | 16       | 17       | 13       | 10       | 12       | 10       | 6        | - RIAA: Платина - BPI: Платина - MC: Платина - SNEP: Златно | - САД: 1,383,000 - УК: 313,034                      |
| Overexposed                  | - Датум објављивања: 26. јун 2012. (САД) - Издавачка кућа: A&M/Octone - Формат: ЦД, винил, дигитално преузимање                           | 2        | 4        | 3        | 5        | 4        | 3        | 3        | 3        | 7        | 2        | - RIAA: Платина - ARIA: Платина - BPI: Платина - RMNZ: Златно - SNEP: Златно                                                                                    | - САД: 1,586,000 - УК: 331,735 - Свет: 2,200,000    |
| V                            | - Датум објављивања: 2. септембар 2014. (САД) - Издавачка кућа: 222 Records, Interscope Records - Формат: ЦД, винил, дигитално преузимање | 1        | 4        | 1        | 6        | 6        | 7        | 2        | 11       | 2        | 4        | - RIAA: 3× Платина - ARIA: Златно - BPI: Златно - FIMI: Златно - MC: 3× Платина - RMNZ: Златно - SNEP: Златно                                                   | - САД: 1,000,000                                    |
| Red Pill Blues               | - Датум објављивања: 3. новембар 2017.(САД) - Издавачка кућа: 222, Interscope - Формат: ЦД, винил, дигитално преузимање                   | 2        | 7        | 2        | 24       | 44       | 21       | 15       | 6        | 21       | 12       | - RIAA: Платина - MC: Златно - RMNZ: Платинаm - SNEP: Златно |                                                     |

### Уживо албуми
| Назив | Детаљи | Позиција | Позиција | Позиција | Позиција | Позиција | Позиција | Сертификат                    | Број проданих примерака |
| Назив | Детаљи | САД      | АУС      | ИР       | ИТА      | ШВА      | УК       | Сертификат                    | Број проданих примерака |
| --- | --- | -------- | -------- | -------- | -------- | -------- | -------- | ----------------------------- | ----------------------- |
| 1.22.03.Acoustic                                                                                              | - Датум објављивања: 22. јун2 004. (САД) - Издавачка кућа: Octone - Формат: ЦД, дигитално преузимање          | 42       | —        | 64       | 65       | 66       | 58       | - RIAA: Златно - BPI: Сребрно | - САД: 699,000          |
| Live – Friday the 13th                                                                                        | - Датум објављивања: 10. септембар 2005. (САД) - Издавачка кућа: J, Octone - Формат: ЦД, дигитално преузимање | 61       | 37       | —        | —        | —        | —        |                               | - САД: 113,000          |
| Live from Le Cabaret                                                                                          | - Датум објављивања: 8. јун 2008. (САД) - Издавачка кућа: OctoScope - Формат: ЦД, дигитално преузимање        | 117      | —        | —        | —        | —        | —        |                               | - САД: 20,000           |
| "—" означава издање које или није дебитовало на тој топ-листи или није дебитовало у/на тој држави/територији. | |          |          |          |          |          |          |                               |                         |

### Компилацијски албуми
| Назив                 | Детаљи | Позиција | Позиција | Позиција | Позиција | Позиција | Позиција | Позиција | Сертификат    |
| Назив                 | Детаљи | САД      | АУС      | ФРА      | ИР       | ИТА      | НЗ       | УК       | Сертификат    |
| --------------------- | --- | -------- | -------- | -------- | -------- | -------- | -------- | -------- | ------------- |
| The B-Side Collection | - Датум објављивања: 18. децембар 2007. (САД) - Издавачка кућа: A&M/Octone - Формат: ЦД, дигитално преузимање        | 51       | —        | —        | —        | —        | —        | —        |               |
| Singles               | - Датум објављивања: 25. септембар 2015. - Издавачка кућа: 222, Interscope - Формат: ЦД, дигитално преузимање, винил | —        | 19       | 30       | 80       | 51       | 4        | 35       | - BPI: Златно |

### Ремикс албуми
| Назив                              | Детаљи | Позиција | Број проданих примерака |
| Назив                              | Детаљи | САД      | Број проданих примерака |
| ---------------------------------- | --- | -------- | ----------------------- |
| Call and Response: The Remix Album | - Датум објављивања: 9. децембар 2008. (САД) - Издавачка кућа: OctoScope - Формат: ЦД, дигитално преузимање | 73       | - САД: 136,000          |

## Епови
| Назив          | Детаљи | Број проданих примерака |
| -------------- | --- | ----------------------- |
| Live from SoHo | - Датум објављивања: 25. март 2008. (САД) - Издавачка кућа: A&M/Octone - Формат: ЦД, дигитално преузимање |                         |
| iTunes Session | - Датум објављивања: 8. фебруар 2011. (САД) - Издавачка кућа: A&M/Octone - Format: Digital download       | - САД: 10,000           |
| Holiday Gift   | - Датум објављивања: 25. децембар 2012. (УК) - Издавачка кућа: A&M/Octone - Format: Digital download      |                         |

## Синглови
| "Harder to Breathe"                                                                                           | 2002 | 18 | 37 | —  | —  | —  | 79 | 28 | 33 | —  | 13 | - RIAA: Платина - ARIA: Златно | Songs About Jane             |
| "This Love"                                                                                                   | 2004 | 5  | 8  | 3  | —  | 6  | 5  | 3  | 4  | 4  | 3  | - RIAA: 2× Платина - ARIA: Златно - BPI: Златно - BVMI: Златно - FIMI: Златно - MC: Платина                                                                           | Songs About Jane             |
| "She Will Be Loved"                                                                                           | 2004 | 5  | 1  | 27 | —  | 23 | 25 | 3  | 18 | 18 | 4  | - RIAA: 4× Платина - ARIA: Платина - BPI: Платина - FIMI: Платина - MC: Платина                                                                                       | Songs About Jane             |
| "Sunday Morning"                                                                                              | 2004 | 31 | 27 | 52 | —  | —  | 83 | —  | 21 | 87 | 27 | - RIAA: 2× Платина - ARIA: Златно - BPI: Сребрно | Songs About Jane             |
| "Must Get Out"                                                                                                | 2005 | —  | —  | —  | —  | —  | —  | —  | 38 | —  | 39 | | Songs About Jane             |
| "Makes Me Wonder"                                                                                             | 2007 | 1  | 6  | 12 | 1  | 40 | 11 | 3  | 8  | 14 | 2  | - RIAA: 3× Платина - ARIA: Платина - BPI: Сребрно - MC: Платина | It Won't Be Soon Before Long |
| "Wake Up Call"                                                                                                | 2007 | 19 | 19 | 17 | 6  | —  | 41 | 8  | 32 | 12 | 33 | - RIAA: 2× Платина - ARIA: Златно - MC: Платина | It Won't Be Soon Before Long |
| "Won't Go Home Without You"                                                                                   | 2007 | 48 | 7  | 16 | 16 | —  | 11 | 14 | 20 | 65 | 44 | - RIAA: 2× Платина - ARIA: Платина - MC: Златно | It Won't Be Soon Before Long |
| "If I Never See Your Face Again" (Ријана и Maroon 5)                                                          | 2008 | 51 | 11 | 54 | 12 | —  | —  | 15 | 21 | 52 | 28 | - RIAA: Платина - ARIA: Платина - MC: Златно | It Won't Be Soon Before Long |
| "Misery" | 2010 | 14 | 39 | 28 | 13 | 14 | 30 | 19 | 38 | 32 | 30 | - RIAA: 2× Платина - ARIA: Златно - MC: Платина | Hands All Over               |
| "Give a Little More"                                                                                          | 2010 | 86 | —  | —  | 91 | —  | —  | 30 | —  | —  | —  | | Hands All Over               |
| "Never Gonna Leave This Bed"                                                                                  | 2011 | 55 | —  | —  | —  | 82 | —  | —  | —  | —  | —  | - RIAA: Платина | Hands All Over               |
| "Moves Like Jagger" (Кристина Агилера и Maroon 5)                                                             | 2011 | 1  | 2  | 1  | 1  | 3  | 2  | 2  | 1  | 5  | 2  | - RIAA: 9× Платина - ARIA: 11× Платина - BPI: 3× Платина - BVMI: 3× Златно - FIMI: 2× Платина - IFPI SWI: Платина - MC: Дијамантски - RMNZ: 3× Платина - SNEP: Златно | Hands All Over               |
| "Payphone" (Виз Калифа и Maroon 5)                                                                            | 2012 | 2  | 2  | 5  | 1  | 8  | 4  | 1  | 2  | 4  | 1  | - RIAA: 7× Платина - ARIA: 5× Платина - BPI: Платина - BVMI: Платина - FIMI: 2× Платина - IFPI АУС: Златно - IFPI ШВА: Платина - MC: 5× Платина - RMNZ: 2× Платина    | Overexposed                  |
| "One More Night"                                                                                              | 2012 | 1  | 2  | 8  | 2  | 9  | 17 | 13 | 1  | 11 | 8  | - RIAA: 6× Платина - ARIA: 5× Платина - BPI: Платина - BVMI: Златно - FIMI: Платина - IFPI ШВА: Златно - MC: 6× Платина - RMNZ: 2× Платина                            | Overexposed                  |
| "Daylight" | 2012 | 7  | 19 | 35 | 5  | 74 | 75 | 18 | 11 | 53 | 63 | - RIAA: 2× Платина - ARIA: Платина - FIMI: Златно - MC: 2× Платина - RMNZ: Златно                                                                                     | Overexposed                  |
| "Love Somebody"                                                                                               | 2013 | 10 | —  | —  | 10 | 87 | —  | —  | 34 | —  | —  | - RIAA: 2× Платина - MC: 2× Платина | Overexposed                  |
| "Maps" | 2014 | 6  | 30 | 18 | 1  | 17 | 6  | 4  | 16 | 22 | 2  | - ARIA: Златно - BPI: Сребрно - BVMI: Златно - FIMI: 2× Платина - MC: 2× Платина                                                                                      | V                            |
| "Animals" | 2014 | 3  | 62 | 26 | 2  | 25 | 11 | 13 | 11 | 18 | 27 | - BPI: Златно - BVMI: Златно - FIMI: Платина - MC: 2× Платина | V                            |
| "Sugar" | 2015 | 2  | 6  | 25 | 2  | 15 | 41 | 6  | 3  | 10 | 7  | - RIAA: 6× Платина - ARIA: 3× Платина - BPI: 2× Платина - BVMI: Златно - FIMI: 3× Платина - MC: Платина - RMNZ: 2× Платина - SNEP: Златно                             | V                            |
| "This Summer"                                                                                                 | 2015 | 23 | 70 | 38 | 16 | 69 | 45 | 31 | —  | 56 | 40 | - FIMI: Златно | V                            |
| "Feelings" | 2015 | —  | —  | —  | —  | —  | —  | —  | —  | —  |    | | V                            |
| "Don't Wanna Know" (Кендрик Ламар и Maroon 5)                                                                 | 2016 | 6  | 6  | 18 | 6  | 20 | 33 | 4  | 4  | 14 | 5  | - RIAA: 2× Платина - ARIA: Платина - BPI: Платина - BVMI: Златно - FIMI: 3× Платина - RMNZ: Платина - SNEP: Златно                                                    | Red Pill Blues               |
| "Cold" (Future и Maroon 5)                                                                                    | 2017 | 16 | 27 | 42 | 12 | 37 | 43 | 13 | 29 | 30 | 24 | - RIAA: Платина - ARIA: Платина - BPI: Сребрно - BVMI: Златно - FIMI: 2× Платина - SNEP: Златно                                                                       | Red Pill Blues               |
| "What Lovers Do" (SZA и Maroon 5)                                                                             | 2017 | 9  | 7  | 11 | 6  | 17 | 17 | 5  | 6  | 9  | 12 | - RIAA: 2× Платина - ARIA: 2× Платина - BPI: Златно - BVMI: Златно - FIMI: 2× Платина - MC: 4× Платина - RMNZ: 2× Платина - SNEP: Платина                             | Red Pill Blues               |
| "Wait" | 2018 | 24 | 91 | —  | 35 | —  | —  | —  | —  | —  | 79 | - RIAA: Платинаm - MC: Платина | Red Pill Blues               |
| "Girls Like You" (Cardi и Maroon 5)                                                                           | 2018 | 1  | 2  | 8  | 1  | 1  | 9  | 5  | 1  | 4  | 7  | - RIAA: 4× Платина - ARIA: 3× Платина - BPI: Златно - FIMI: 2× Платина - MC: 4× Платина - RMNZ: 2× Платина - SNEP: Златно                                             | Red Pill Blues               |
| "—" означава издање које или није дебитовало на тој топ-листи или није дебитовало у/на тој држави/територији. |      |    |    |    |    |    |    |    |    |    |    | |                              |

### Промотивни синглови
| "Happy Xmas (War Is Over)"                                                                                    | 2007 | —  | —  | —  | —  | —  | —  | —  | — | —  | —  |                | Није ни на једном албуму     |
| "Goodnight, Goodnight"                                                                                        | 2008 | —  | —  | —  | —  | —  | —  | —  | — | —  | —  |                | It Won't Be Soon Before Long |
| "The Way You Look Tonight"                                                                                    | 2009 | —  | —  | —  | —  | —  | —  | —  | — | —  | —  |                | His Way, Our Way             |
| "Is Anybody Out There" (PJ Morton и Maroon 5)                                                                 | 2011 | —  | —  | —  | —  | —  | —  | —  | — | —  | —  |                | Није ни на једном албуму     |
| "It Was Always You"                                                                                           | 2014 | 45 | 43 | 19 | 76 | 88 | —  | 50 | — | 53 | 40 | - FIMI: Златно | V                            |
| "Help Me Out" (Julia Michaels и Maroon 5)                                                                     | 2017 | —  | 83 | 80 | —  | —  | 86 | —  | 3 | —  | —  |                | Red Pill Blues               |
| "Whiskey" (ASAP Rocky и Maroon 5)                                                                             | 2017 | —  | —  | —  | —  | —  | —  | —  | 7 | —  | —  |                | Red Pill Blues               |
| "Three Little Birds"                                                                                          | 2018 | —  | —  | —  | —  | —  | —  | —  | — | —  | —  |                | Није ни на једном албуму     |
| "—" означава издање које или није дебитовало на тој топ-листи или није дебитовало у/на тој држави/територији. |      |    |    |    |    |    |    |    |   |    |    |                |                              |

## Остале песме
| Назив | Година | Позиција | Позиција | Позиција | Позиција | Сертификат     | Албум                                               |
| Назив | Година | САД      | САД денс | КАН      | КОР      | Сертификат     | Албум                                               |
| --- | ------ | -------- | -------- | -------- | -------- | -------------- | --------------------------------------------------- |
| "Nothing Lasts Forever"                                                                                       | 2007   | —        | —        | —        | —        |                | It Won't Be Soon Before Long                        |
| "Not Falling Apart" (Tiësto ремикс)                                                                           | 2009   | —        | 3        | —        | —        |                | Call and Response: The Remix Album                  |
| "Stutter" | 2010   | 84       | —        | —        | —        |                | Hands All Over                                      |
| "Out of Goodbyes" (Lady Antebellum и Maroon 5)                                                                | 2010   | —        | —        | —        | —        |                | Hands All Over                                      |
| "Come Away to the Water" (Rozzi Crane и Maroon 5)                                                             | 2012   | 83       | —        | 83       | —        |                | The Hunger Games: Songs from District 12 and Beyond |
| "Wipe Your Eyes"                                                                                              | 2012   | 80       | —        | —        | —        |                | Overexposed                                         |
| "Lucky Strike"                                                                                                | 2012   | —        | —        | —        | —        | - RIAA: Златно | Overexposed                                         |
| "Just a Feeling"                                                                                              | 2014   | —        | —        | —        | 3        |                | Hands All Over                                      |
| "Unkiss Me"                                                                                                   | 2014   | —        | —        | 56       | —        |                | V                                                   |
| "My Heart Is Open" (Гвен Стефани и Maroon 5)                                                                  | 2015   | —        | —        | 94       | —        |                | V                                                   |
| "—" означава издање које или није дебитовало на тој топ-листи или није дебитовало у/на тој држави/територији. |        |          |          |          |          |                |                                                     |

## Остала гостовања
| Песма                                                   | Година | Албум                                     |
| ------------------------------------------------------- | ------ | ----------------------------------------- |
| "Yesterday When I Was Handsome" (as Kara's Flowers)     | 1998   | Hear You Me! A Tribute to Mykel and Carli |
| "Woman"                                                 | 2004   | Spider-Man 2                              |
| "Pure Imagination"                                      | 2004   | Mary Had a Little Amp                     |
| "Everyday People" (Sly and the Family Stone и Maroon 5) | 2005   | Different Strokes by Different Folks      |
| "She Will Be Loved" (Rhythms del Mundo и Maroon 5)      | 2006   | Rhythms del Mundo: Cuba                   |
| "Lovely Day" (Bill Withers и Maroon 5)                  | 2006   | Hoot                                      |
| "I Shall Be Released"                                   | 2012   | Chimes of Freedom                         |